# Fairytale
«Fairytale» (с англ. — «Сказка») — песня-победитель на конкурсе Евровидение-2009 в Москве, а также и первый сингл из дебютного альбома Fairytales молодого норвежского исполнителя Александра Рыбака. В состав песни включена мелодия старинного ирландского рила.

## Евровидение 2009
Песня набрала 387 баллов на конкурсе песни Евровидение-2009 в Москве и заняла первое место. Песня установила новый рекорд в Европе максимально полученным количеством баллов. 16 стран дали этой песне наивысшую оценку в 12 баллов: Белоруссия, Венгрия, Германия, Дания, Израиль, Исландия, Испания, Латвия, Литва, Нидерланды, Польша, Россия, Словения, Украина, Швеция и Эстония. Также ни одна страна не оставила песню без оценки, самый низкий балл дала Болгария - 2 очка.

## Чарты
Песня дебютировала в сингловом чарте Греции на 1 месте за неделю до конкурса. В Норвегии песня была запущена 11 февраля 2009 года c 3 места, затем поднялась на 1 место на следующей неделе, сразу после выступления Рыбака на Melodi Grand Prix 2009. Песня занимала первое место восемь недель подряд. В Швеции дебютировала на 47 позиции, но за три недели подскочила до 7.
После победы на Евровидении 2009 песня попала в десятку самых скачиваемых мелодий в Европе.
Распространение песни в оцифрованном формате осуществляется через популярный сервис iTunes, где песня занимает третье место по скачиванию.
В России на следующий день после финала Евровидения 2009, песня стала активно ротироваться большинством радиостанций, а видеоклип Fairytale транслироваться на телеканалах MTV Россия, Муз-ТВ, Music Box и Bridge TV.
В Осло после победы песни на Евровидении, она стала звучать в 12 часов дня на городской ратуше.
| Чарт (2009)                   | Высшая позиция |
| ----------------------------- | -------------- |
| Greek Billboard Singles Chart | 1              |
| Norwegian Singles Chart       | 1              |
| Russian Airplay Chart         | 1              |
| Swedish Singles Chart         | 4              |

В Турции после Евровидения обнаружили, что в вышедшем в мае 2009 года альбоме местного певца Ялына «Ben bugün» четвёртая песня в сборнике оказалось очень похожей на хит «Fairytale». Специалисты указали, что схожим элементом в двух мелодиях является звучание скрипки. Ялын отверг возможные обвинения в плагиате, заявив, что написал песню полтора года назад.

## Дополнительная информация
- В мае 2020 года Паула Селинг и Ови (дважды представлявшие Румынию на Евровидении) выложили на Youtube свою версию песни[8].